# Lijst van burgemeesters van Brederwiede
Dit is een lijst van burgemeesters van de voormalige Nederlandse gemeente Brederwiede in de provincie Overijssel. Op 1 januari 1973 werden Vollenhove, Blokzijl, Giethoorn en Wanneperveen samengevoegd als de nieuwe gemeente Brederwiede en op 1 januari 2001 werden Brederwiede, IJsselham en Steenwijk samengevoegd tot de nieuwe gemeente Steenwijkerland, die de eerste twee jaar nog Steenwijk werd genoemd.
| Ambtsperiode | Naam burgemeester                     | Partij of stroming | Bijzonderheden                                                        |
| ------------ | ------------------------------------- | ------------------ | --------------------------------------------------------------------- |
| 1973-1980    | Willem Blanken                        | ARP / CDA          | was burgemeester van Middelstum                                       |
| 1980-1981    | mr. Willem Jacob Elias Crommelin      | CDA                | waarnemend burgemeester, oud-gedeputeerde van de provincie Overijssel |
| 1981-1993    | Willem Tuik                           | CDA                | was burgemeester van Westmaas en Mijnsheerenland                      |
| 1993-1999    | Netty A. van den Nieuwboer-Langenkamp | CDA                | werd waarnemend burgemeester van Raalte                               |
| 1999-2001    | Pieter Loos                           | VVD                | waarnemend burgemeester, oud-gedeputeerde van de provincie Flevoland  |